# Spálžujohka
Spálžujohka is een rivier annex beek, die stroomt in de Zweedse  gemeente Kiruna. Het riviertje stroomt van de hellingen ten noordoosten van de Boalduvárri naar het noorden de Kummarivier in. Ze is amper twee kilometer lang.
Afwatering: Spálžujohka → Kummarivier →  Könkämärivier →  Muonio → Torne → Botnische Golf